# Les Bricoleurs (film, 1963)
Pour les articles homonymes, voir Les Bricoleurs.
Pour plus de détails, voir Fiche technique et Distribution.
Les Bricoleurs est une comédie française réalisée en 1962 par Jean Girault, sortie en salle  en 1963.

## Synopsis
Edouard et Félix sont employés dans une agence immobilière. Un jour, ils se voient menacés du renvoi s'ils ne parviennent pas à vendre une maison très isolée à une Anglaise argentée et quelque peu originale. Dans cette maison, ils découvrent un cadavre. La visite se passera donc à traîner ce cadavre d'une pièce à l'autre, d'un placard à un coffre, pour ne pas épouvanter l'acheteuse, par ailleurs bien impressionnée. Mais le cadavre disparaît. Il faut le retrouver pour signer l'acte. Les deux vendeurs se muent en détectives et s'élancent sur les traces des nombreuses relations féminines du mort. Toutes les conquêtes de ce séducteur seront passées au crible, pour retrouver celle qui a laissé ses bijoux sur les lieux du crime...

## Fiche technique
- Réalisation : Jean Girault
- Scénario et Adaptation : Jean Girault, Jacques Vilfrid
- Dialogues : Jacques Vilfrid
- Assistant réalisateur : Bernard Paul
- Producteur : Les Films Fernand Rivers, Félix-Films, Les Films EGE
- Chef de production : Raymond Eger
- Directeur de production : Georges Valon
- Directeur de la photographie : Raymond Letouzey
- Opérateur : Guy Suzuki
- Son : René Sarazin
- Décors : Pierre Tyberghein, assisté de Rino Mondellini
- Musique : Michel Magne, Orchestration : Michel Magne, Michel Colombier
- Montage : Jean-Michel Gauthier, assisté de Bernard Bourgouin
- Scripte : Christiane Bertin (alias Christiane Vilfrid)
- Maquillage : Gisèle Jacquin
- Tournage : Studios de Billancourt
- Régisseur : Lucien Lippens
- Administrateur : Bernard Artigues
- Enregistrement : Wetsern-Electric
- Tirage : Laboratoire L.T.C Franay Saint-Cloud
- Société de production :  Les Films Fernand Rivers, Les Films EGE
- Pays d'origine :  France
- Format :  Noir et blanc - 35 mm - son mono
- Durée : 91 minutes
- Genre : Comédie
- Date de sortie :
  - France : 1er février 1963
- Visa d'exploitation : 26.120
- Affiche : Guy-Gérard Noël (France)

## Distribution
- Francis Blanche : Edouard
- Darry Cowl : Félix
- Jacqueline Maillan : L'anglaise
- Clément Harari : Le professeur Hippolyte
- Elke Sommer : Brigitte
- Daniel Ceccaldi : La Banque Hubert
- Claudine Coster : Ingrid
- Mario David : Georges, l'ami de Monica
- Valérie Lagrange : Monica
- Rolande Kalis (sous le nom de Rolande Ségur) : La Princesse Elisabeth
- Bernard Dhéran : L'inspecteur de l'auto-école
- Daniel Emilfork  : Igor, le domestique du professeur Hippolyte
- Serge Marquand : Le chasseur du professeur
- Paul Mercey  : Le curé
- André Badin : Ludovic, le chauffeur de l'Anglaise
- Yves Barsacq  : Le maître d'hôtel de La Banque
- Roger Carel : Le comte de La Bigle
- Philippe Castelli : Le facteur
- Marcel Pérès : Le garde-chasse
- Jacques Seiler  : Le majordome du comte
- Jean Tissier : Le professeur Gédéon Depois-Demesure
- Gisèle Sandré : La dernière victime
- France Anglade : Une jeune femme passant son permis
- Christian Méry : Un homme passant son permis
- Ski Hi Lee : Le voleur de la banque
- Dominique Marcas : La directrice du collège de jeunes filles
- Fulbert Janin : Le directeur de l'agence immobilière
- Georges Lycan : Un chasseur
- Albert Michel : Le portier de l'agence immobilière
- Max Montavon : Un homme bègue, passant son permis
- Nicole Chollet : Une paysanne
- Charles Bayard : Le militaire
- Grégoire Gromoff : Un garde chasse
- Micha Bayard : La secrétaire du comte
- Yvon Sarray : Un client de l'agence immobilière
- Roger Lecuyer : Un homme dans la file d'attente pour les échanges
- Josette Vardier
- Michèle Mahaut
- Evelyne Dassas
- Dolly Jacquet
- Philippe Dehesdin
- Jean-François Regnier
- Pierre Flourens
- Jacques Porteret
- Max Desrau Un invité à la chasse (à confirmer)
- Roger Rudel : Le joueur de tennis Tony Costabravo (à confirmer)